# Nicu Vlad
Nicu Vlad (Galați, 1º novembre 1963) è un ex sollevatore rumeno.
Ha gareggiato nelle categorie dei pesi medio-massimi (fino a 90 kg.), dei pesi massimi primi (fino a 100/99 kg.) e dei pesi massimi (fino a 110/108 kg.). Ha partecipato a quattro edizioni dei Giochi Olimpici, conquistando tre podi, tra i quali una medaglia d'oro, ed un quarto posto.
Nel 2006 è stato eletto membro della Hall of Fame della Federazione Internazionale di Sollevamento Pesi (IWF).
Nel 1993 e nel 1994 ha rappresentato in campo internazionale la nazionale dell'Australia, ove si era trasferito.

## Carriera
Nel 1984, all'età di 20 anni, partecipa alle Olimpiadi di Los Angeles nei pesi medio-massimi, e, anche grazie all'assenza dei più forti atleti del mondo della sua categoria a causa del boicottaggio di gran parte dei Paesi dell'Est europeo, vince subito la medaglia d'oro con 392,5 kg. nel totale. La competizione olimpica era valida anche come campionato mondiale.
L'anno successivo Vlad è passato nella categoria superiore dei pesi massimi primi, confermandosi ad alti livelli internazionali e vincendo dapprima la medaglia d'oro con 400 kg. ai campionati europei di Katowice, e in seguito la medaglia di bronzo con 405 kg. ai campionati mondiali di Södertälje, terminando dietro all'ungherese Andor Szanyi (415 kg.) e al sovietico Pavel Kuznecov (407,5 kg.).
Nel 1986 ha migliorato ulteriormente le proprie prestazioni, arrivando a vincere la medaglia d'oro sia ai campionati europei di Karl-Marx-Stadt con 417,5 kg. che ai campionati mondiali di Sofia con 437,5 kg.
Nel 1987, invece, si è dovuto accontentare della medaglia d'argento in entrambe le manifestazioni degli Europei e dei Mondiali, battuto rispettivamente da Andor Szanyi e da Pavel Kuznecov.
Alla sua seconda Olimpiade di Seul 1988 Vlad ha dovuto cedere nuovamente, arrivando terzo con 402,5 kg. nel totale, terminando dietro a Kuznecov (425 kg.) e a Szanyi (407,5 kg.). Successivamente, però, l'ungherese è stato squalificato per doping, con avanzamento di Vlad alla medaglia d'argento e con l'assegnazione della medaglia di bronzo al tedesco occidentale Peter Immesberger (395 kg.).
Ai campionati mondiali del 1989 ad Atene, valevoli anche come campionati europei, ha vinto ancora una volta la medaglia d'argento con 412,5 kg., dietro al bulgaro Petar Stefanov (415 kg.).
Nel 1990 è stato nuovamente medaglia d'argento ai campionati europei di Aalborg (420 kg. nel totale), ma ai successivi campionati mondiali di Budapest è ritornato alla medaglia d'oro, la sua terza ai Mondiali, ottenendo 412,5 kg. nel totale, davanti ai sovietici Igor Sadykov e Sergey Kopytov.
Nel 1991 ha conquistato la medaglia d'argento ai Campionati europei di Władysławowo, battuto da Sadykov.
Alla sua terza Olimpiade a Barcellona 1992, Vlad ha gareggiato nei pesi massimi (fino a 110 kg.), nonostante avesse solo 103,10 kg. di peso corporeo, il più leggero degli atleti partecipanti a quella categoria, terminando al quarto posto con 405 kg. nel totale, staccato comunque di 12,5 kg. dal podio.
Nel 1993 ha ottenuto di poter gareggiare sotto la bandiera dell'Australia, ove si era trasferito da qualche anno, partecipando ai campionati mondiali di Melbourne e ritornando alla categoria dei pesi massimi primi (fino a 99 kg.), ma fallendo i suoi obiettivi di medaglia davanti al pubblico di casa. Infatti, dopo aver siglato il nuovo record mondiale nella prova di strappo con 190 kg., Vlad non è riuscito a segnare alcun risultato utile nella successiva prova di slancio, terminando fuori classifica.
Ha potuto rifarsi l'anno seguente, vincendo dapprima la medaglia d'oro ai Giochi del Commonwealth di Victoria, dopo aver fatto nuovamente il salto alla categoria dei pesi massimi, il cui limite era stato portato a 108 kg., e poi ai campionati mondiali di Istanbul, vincendo la medaglia d'argento con 422,5 kg. nel totale, alle spalle dell'ucraino Timur Taymazov.
Dopo aver vinto un'altra medaglia d'argento ai campionati europei di Stavanger nel 1996 con 402,5 kg. nel totale, ritornando a gareggiare per il suo Paese d'origine, l'atto finale della sua carriera è stata la sua quarta Olimpiade ad Atlanta 1996, nella quale ha ottenuto la medaglia di bronzo con 420 kg. nel totale. Il russo Sergey Syrtsov, secondo classificato, ha realizzato lo stesso risultato di Vlad, ma gli è terminato davanti in quanto il suo peso corporeo era più leggero di 480 grammi rispetto a Vlad. La medaglia d'oro è andata all'ucraino Taymazov con 430 kg.
Durante la sua carriera di sollevatore, Nicu Vlad ha realizzato due record del mondo nella prova di strappo, entrambi ottenuti nella categoria dei pesi massimi primi nel 1986 e nel 1993.

## Altre attività
Dopo la fine della carriera agonistica, Nicu Vlad ha intrapreso l'attività di allenatore di sollevamento pesi e poi di dirigente sportivo. È dal 2001 il Presidente della Federazione rumena di sollevamento pesi ed ha ricoperto anche gli incarichi di Vice Presidente del Comitato Olimpico rumeno e della Federazione internazionale di sollevamento pesi.